# 10. prosinec
10. prosinec je 344. den roku podle gregoriánského kalendáře (345. v přestupném roce). Do konce roku zbývá 21 dní.

## Události

### Česko
- 1420 – V domě Petra Zmrzlíka ze Svojšína v Praze proběhlo tzv. velké hádání husitských teologů.
- 1918 – Jeden z prvních zákonů mladého Československa zakázal užívání šlechtických titulů.
- 1976 – Ve značkové prodejně AZNP v Mladé Boleslavi byla prvnímu spotřebiteli předána nová Škoda 120 L, sériově vyráběná od 15. listopadu 1976. Oficiální maloobchodní prodej pak byl zahájen od pondělí 13. prosince 1976.
- 1988 – Na Škroupově náměstí v Praze se uskutečnila první oficiálně povolená manifestace opozičních seskupení v období normalizace.
- 1989 – Gustáv Husák jmenoval Čalfovu „vládu národního porozumění“ a odstoupil z funkce prezidenta ČSSR.
- 2019 – Střelba ve Fakultní nemocnici Ostrava.

### Svět
- 1508 – Papežský stát, Francie, Aragonie a Svatá říše římská vytvořily ligu z Cambrai – alianci namířenou formálně proti Osmanské říši, ve skutečnosti však proti Benátské republice.
- 1520 – Martin Luther veřejně spálil bulu papeže Lva X. Exsurge Domine požadující odvolání jeho protestantského učení. Následovala Lutherova exkomunikace z církve, vyhlášená papežem 3. ledna 1521.
- 1652 – První anglo-nizozemská válka: Došlo k námořní bitvě u Dungenessu, která skončila vítězstvím Nizozemců.
- 1710 – Bitva u Villaviciozy za války o španělské dědictví rozhodla o tom, že novým španělským králem se stane Filip V.
- 1763 – španělský král Carlos III. vyhlásil první tah Královské loterie – novodobé státní monopolní loterie, jejíž výnos byl ze 75 % vrácen ve výhrách a 25 % určen pro veřejně prospěšné účely, zejména pro kanalizaci a dláždění ve městech.
- 1817 – Mississippi se stal 20. státem USA.
- 1901 – Švédský král Oskar II. předal ve Stockholmu první Nobelovu cenu, kterou získal Wilhelm Conrad Röntgen za fyziku.
- 1909 – Švédská spisovatelka Selma Lagerlöfová obdržela jako první žena Nobelovu cenu za literaturu.
- 1936 – Král Edvard VIII. podepsal abdikační listinu a stal se tak jediným britským monarchou, který se dobrovolně vzdal trůnu.
- 1948 – OSN schválila Všeobecnou deklaraci lidských práv.
- 1959 – Jaroslavu Heyrovskému byla udělena Nobelova cena za chemii.
- 1963 – Zanzibar získal nezávislost na Velké Británii.
- 1984 – Jaroslavu Seifertovi byla udělena Nobelova cena za literaturu.

## Narození

### Česko

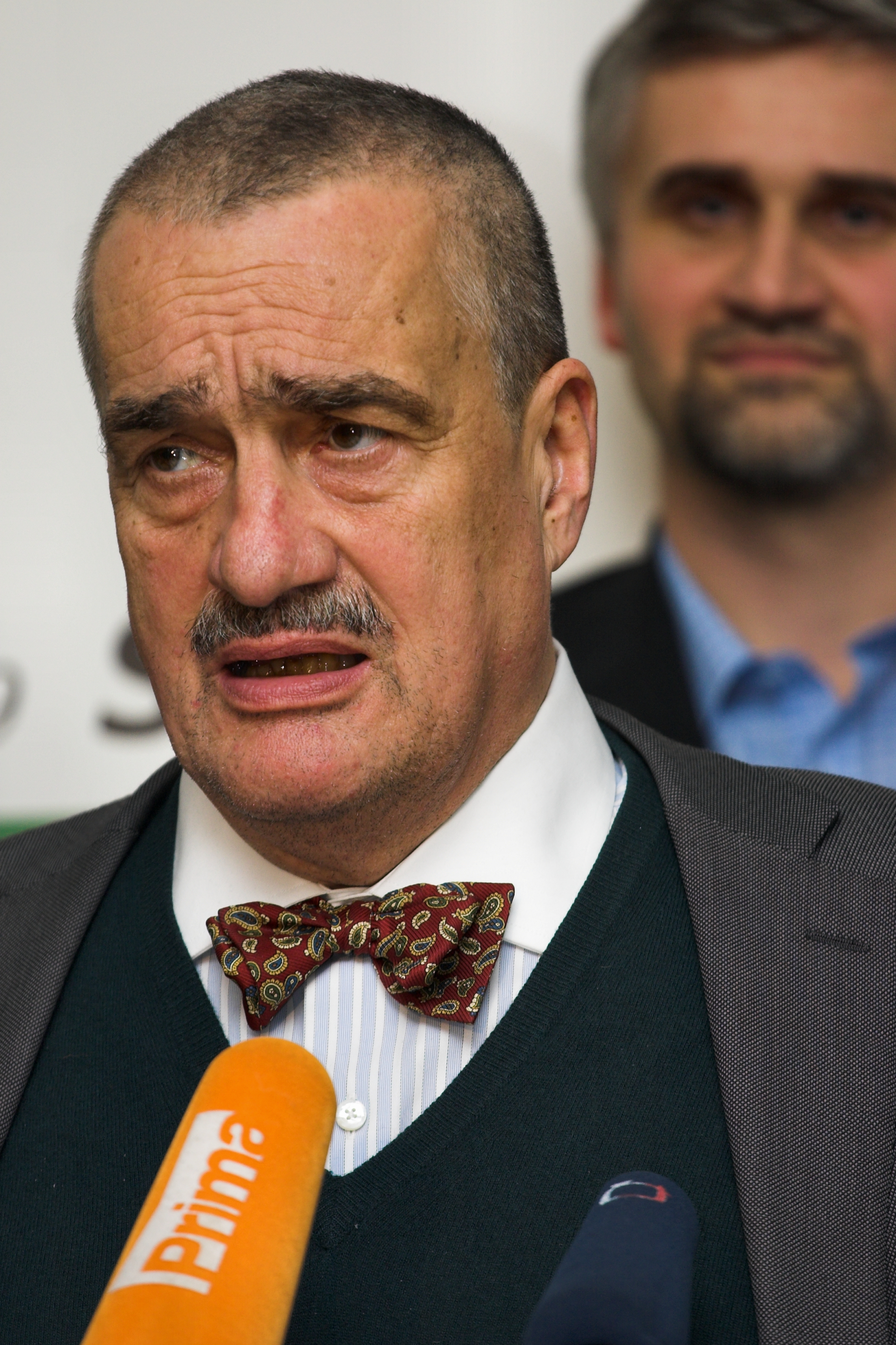
Karel Schwarzenberg (* 1937)

- 1723 – Jan Tržil, purkmistr Martínkova a jeden z vůdců selského povstání († 6. listopadu 1775)
- 1782 – Josef Liboslav Ziegler, kněz, básník a spisovatel († 23. května 1846)
- 1805 – Josef Škoda, lékař dermatolog a vysokoškolský profesor († 13. června 1881)
- 1818 – František Ladislav Rieger, politik, publicista, spoluzakladatel a vůdce Národní strany († 3. března 1903)
- 1830 – Rudolf Dominik Zafouk mladší, sochař, řezbář a modelér († po r. 1890)
- 1852 – Josef Baar, český poštmistr a politik, starosta Třeboně († 23. dubna 1933)
- 1859 – Antonín Smrček, stavební odborník († 17. února 1951)
- 1865 – Antonín Dušek, katolický kněz, biskupský vikář († 15. března 1950)
- 1870 – Adolf Loos, architekt († 23. srpna 1933)
- 1889 – Jan Vrba, lesník, učitel, básník a spisovatel († 28. května 1961)
- 1902 – Václav Trégl, herec († 11. února 1979)
- 1904 – Antonín Novotný, československý prezident († 28. ledna 1975)
- 1908 – Karel Flek, violoncellista, tympánista a hudební skladatel. († srpen 1970)
- 1909 – Otakar Kraus, operní pěvec (barytonista) († 28. července 1980)
- 1923 – Jaroslav Bouček, novinář a překladatel († 5. dubna 2001)
- 1925 – Zdeněk Šesták, hudební skladatel
- 1930 – Ladislav Fouček, československý reprezentant v dráhové cyklistice, olympionik († 4. července 1974)
- 1931 – Rita Klímová, ekonomka, disidentka a diplomatka († 30. prosince 1993)
- 1935
  - Ivan Štoll, český fyzik, pedagog a popularizátor vědy († 5. září 2017)
  - Jaromil Jireš, filmový scenárista a režisér († 24. října 2001)
- 1937
  - Karel Schwarzenberg, politik, předseda TOP 09 († 12. listopadu 2023)
  - Zdeněk Bažant, profesor stavebního a strojního inženýrství a materiálových věd
- 1939 – Jaroslav Jiřík, hokejista († 11. července 2011)
- 1943 – Stanislav Bělehrádek, politik KDU-ČSL
- 1948 – Petr Robejšek, politolog, ekonom, komentátor a publicista
- 1951 – Milan Svoboda, jazzový hudebník, skladatel, dirigent a pedagog
- 1952 – Jitka Štenclová, malířka a textilní výtvarnice
- 1956 – Zdeněk Papoušek, sociolog, dramatik a politik
- 1965 – Michal Šanda, spisovatel
- 1977 – Miluše Bittnerová, herečka
- 1985 – Roman Červenka, lední hokejista
- 1990 – Tereza Chlebovská, modelka a Česká Miss 2012

### Svět

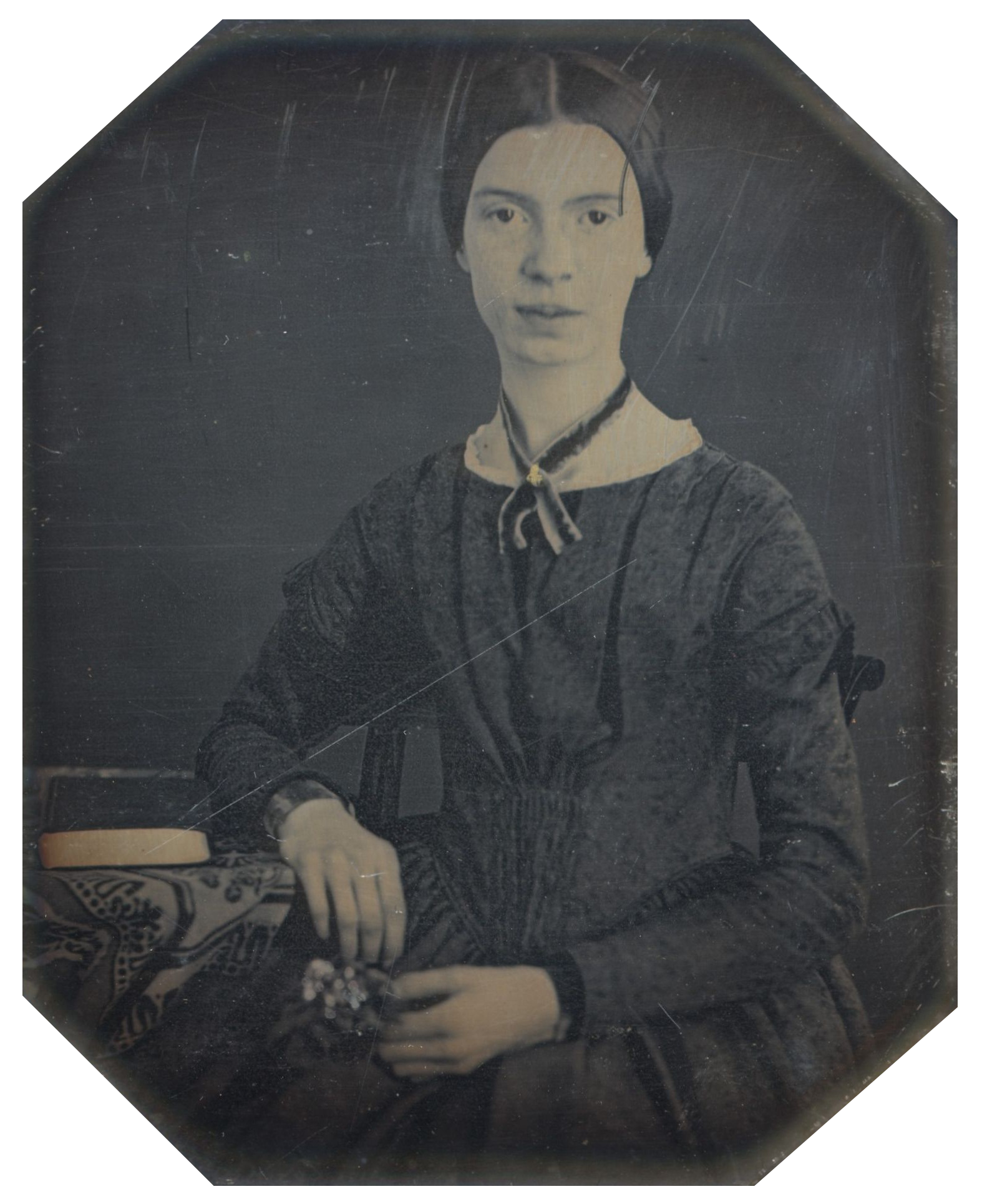
Emily Dickinsonová (* 1830)

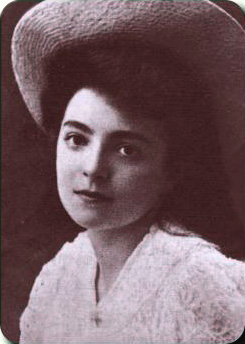
Nelly Sachsová (* 1891)

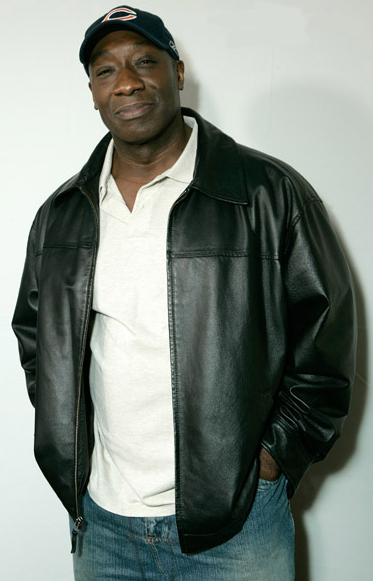
Michael Clarke Duncan (* 1957)

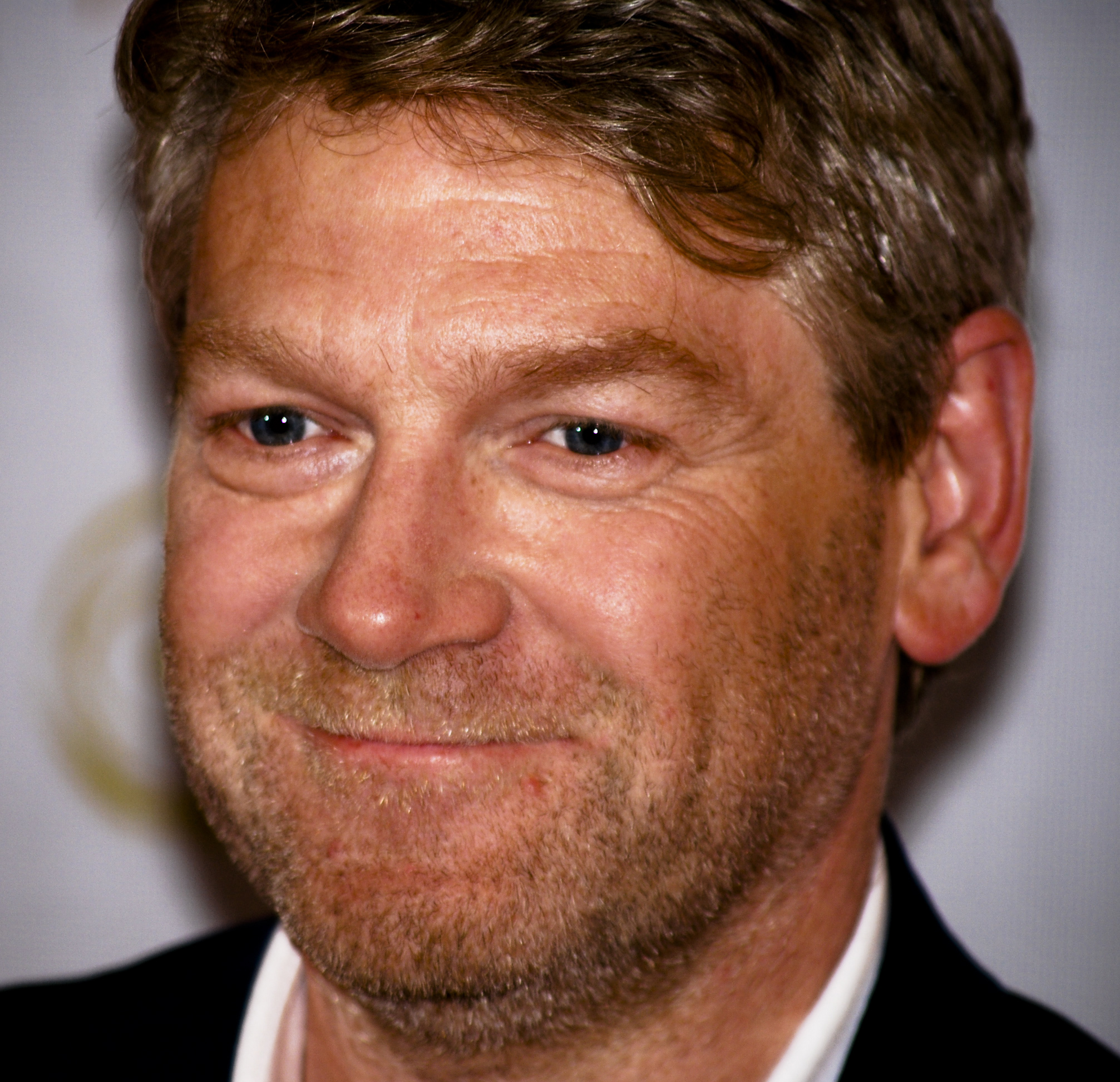
Kenneth Branagh (* 1960)

- 1394 – Jakub I. Skotský, král skotský († 21. února 1437)
- 1532 – Orazio Samacchini, italský manýristický malíř († 12. června 1577)
- 1588 – Isaac Beeckman, holandský filozof a vědec († 19. května 1637)
- 1699 – Kristián VI., dánský král († 6. srpna 1746)
- 1747 – Peter Brukner, provinciál piaristického řádu († 19. července 1825)
- 1756 – Fridrich František I. Meklenbursko-Zvěřínský, meklenbursko-zvěřínský velkovévoda († 1. února 1837)
- 1804
  - Eugène Sue, francouzský novinář a prozaik († 3. srpna 1857)
  - Carl Gustav Jacob Jacobi, německý (pruský) matematik († 18. ledna 1851)
- 1806 – Pavao Štoos, chorvatský básník († 30. března 1862)
- 1815 – Ada, Lady Lovelace anglická hraběnka, matematička, první programátorka († 27. listopadu 1852)
- 1821 – Nikolaj Alexejevič Někrasov, ruský spisovatel († 8. ledna 1878)
- 1822 – César Franck, belgicko-francouzský hudební skladatel a varhaník († 8. listopadu 1890)
- 1824 – George MacDonald, britský spisovatel († 18. září 1905)
- 1830 – Emily Dickinsonová, americká básnířka († 15. května 1886)
- 1841 – Joseph Henry Blackburne, britský šachista († 1. září 1924)
- 1851 – Melvil Dewey, americký knihovník a vynálezce († 26. prosince 1931)
- 1852
  - Ivo Prodan, kněz, politik, chorvatský bán († 10. března 1933)
  - Henri Gervex, francouzský malíř († 7. června 1929)
- 1864 – Heinrich August Luyken, německý spisovatel († 21. září 1940)
- 1865 – René de Knyff, francouzský automobilový závodník († 1954)
- 1870 – Pierre Louÿs, francouzský spisovatel († 6. června 1925)
- 1872 – Ludwig Klages, německý filosof, psycholog, grafolog († 29. července 1956)
- 1882 – Otto Neurath, rakouský filozof, sociolog a ekonom († 22. prosince 1945)
- 1883
  - Giovanni Messe, italský maršál a politik († 18. prosince 1968)
  - Andrej Vyšinskij, sovětský právník, politik a diplomat († 22. listopadu 1954)
- 1884 – Albert Steffen, švýcarský spisovatel († 13. července 1963)
- 1886 – Victor McLaglen, britský herec († 7. listopadu 1959)
- 1891
  - Harold Rupert Alexander, britský maršál († 16. června 1969)
  - Nelly Sachsová, německá spisovatelka a překladatelka, nositelka Nobelovy ceny († 12. května 1970)
- 1901 – Fritz Kirchhoff, německý režisér a filmový producent († 25. června 1953)
- 1903 – Adolf Weinhold, slovenský důstojník, organizátor Slovenského národního povstání († září 1944)
- 1908 – Olivier Messiaen, francouzský hudební skladatel († 27. dubna 1992)
- 1914
  - Július Lenko, slovenský básník a překladatel († 18. ledna 2000)
  - Dorothy Lamourová, americká herečka a zpěvačka
- 1918 – Anatolij Tarasov, sovětský hokejový trenér († 23. června 1995)
- 1919
  - Alexander Courage, americký hudební skladatel a aranžér († 15. května 2008)
  - Ladislav Snopek, slovenský sochař († 4. října 2010)
- 1920 – Reginald Rose, americký scenárista a spisovatel († 19. dubna 2002)
- 1923 – Jorge Semprún, španělský exilový spisovatel, scenárista a politik († 7. června 2011)
- 1926 – Guitar Slim, americký bluesový hudebník († 7. února 1959)
- 1927 – Harvey Glatman, americký sériový vrah, násilník a fotograf († 18. září 1959)
- 1928 – Milan Rúfus, slovenský básník, literární historik, překladatel a esejista († 11. ledna 2009)
- 1932 – Bob Cranshaw, americký jazzový kontrabasista a baskytarista († 2. listopadu 2016)
- 1933 – Štefan Šáro, slovenský jaderný fyzik († 28. května 2013)
- 1937 – Don Sebesky, americký jazzový hudebník
- 1941 – Peter Sarstedt, anglický zpěvák
- 1944 – Andris Bērziņš, prezident Lotyšska
- 1945 – Marek Grechuta, polský zpěvák, hudební skladatel a textař († 9. října 2006)
- 1949 – David Perdue, americký politik, senátor za Georgii
- 1957 – Michael Clarke Duncan, americký herec († 3. září 2012)
- 1958
  - Pepsi Demacque, britská popová zpěvačka
  - Ronald Gamarra, peruánský právník, politik, spisovatel
- 1959 – Wolf Hoffmann, německý kytarista
- 1960
  - Kenneth Branagh, britský herec, režisér, scenárista a producent
  - Lang Pching, čínská volejbalistka
- 1969 – Rob Blake, kanadský lední hokejista
- 1972 – Brian Molko, americký zpěvák a kytarista skupiny Placebo
- 1974 – Meg White, americká muzikantka, členka hudební skupiny The White Stripes
- 1975 – Stephen Huss, australský tenista
- 1977
  - Andrea Henkelová, německá biatlonistka
  - Emmanuelle Chriqui, kanadská herečka
- 1984 – Edina Gallovitsová, rumunská tenistka
- 1986 – Guillaume Glairon Mondet, francouzský sportovní lezec
- 1987 – Sergio Henao, kolumbijský silniční cyklista
- 1988 – Wilfried Bony, fotbalista z Pobřeží slonoviny
- 1990 – Šója Tomizawa, japonský motocyklový závodník († 5. září 2010)
- 1991 – Kiki Bertensová, nizozemská tenistka
- 1992 – Melissa Roxburgh, kanadská herečka
- 1996 – Jonas Vingegaard, dánský silniční cyklista
- 1998 – Lucia Bronzettiová, italská tenistka

## Úmrtí

### Česko
- 1879 – Josef Jiří Stankovský, divadelník, spisovatel a dramatik (* 11. listopadu 1844)
- 1904 – František Skalík, kněz, básník, překladatel (* 22. ledna 1867)
- 1908
  - Emanuel Salomon Friedberg-Mírohorský, voják, spisovatel a malíř (* 18. ledna 1829)
  - Augustin Pánek, matematik (* 3. prosince 1843)
- 1931 – Leopold Sviták, český automobilový vynálezce (* 11. října 1856)
- 1933 – Anton Gnirs, český, německy mluvící učitel, archeolog, konzervátor, archivář a historik (* 18. ledna 1873)
- 1941 – Václav Veselý, československý gymnasta, stříbrná medaile na OH 1928 (* 13. srpna 1900)
- 1952 – František Jiří Mach, hudební pedagog a skladatel (* 5. srpna 1869)
- 1962 – Karel Hrubý, genetik, přírodovědec, botanik a entomolog (* 30. září 1910)
- 1963 – František Slunečko, český generál, legionář, vojenský velitel Čech při Pražském povstání (* 2. října 1886)
- 1965 – Vladimír Lederer, český lékař, odbojář, generál zdravotnictva (* 2. prosince 1893)
- 1969 – Rudolf Malík, československý politik (* 17. února 1875)
- 1979 – Božena Weleková, loutkoherečka a herečka (* 8. února 1910)
- 1982 – Milan Romportl, jazykovědec a profesor fonetiky (* 14. května 1921)
- 1991
  - Josef Macek, historik a politik (* 8. dubna 1922)
  - Kamila Značkovská-Neumannová, překladatelka (* 25. září 1900)
- 1993 – Heřman Josef Tyl, opat kláštera Teplá (* 31. července 1914)
- 1994 – Jiří Marek, spisovatel (* 30. května 1914)
- 1997 – Ján Šmok, fotograf (* 30. prosince 1921)
- 2004 – Karel Rektorys, matematik (* 4. února 1923)
- 2012
  - Josef Režný, český dudák a folklorista (* 2. února 1924)
  - Miloš Ondřej, český botanik (* 15. června 1940)
- 2017 – Drahomíra Vihanová, česká filmová režisérka a scenáristka (* 31. července 1930)

### Svět

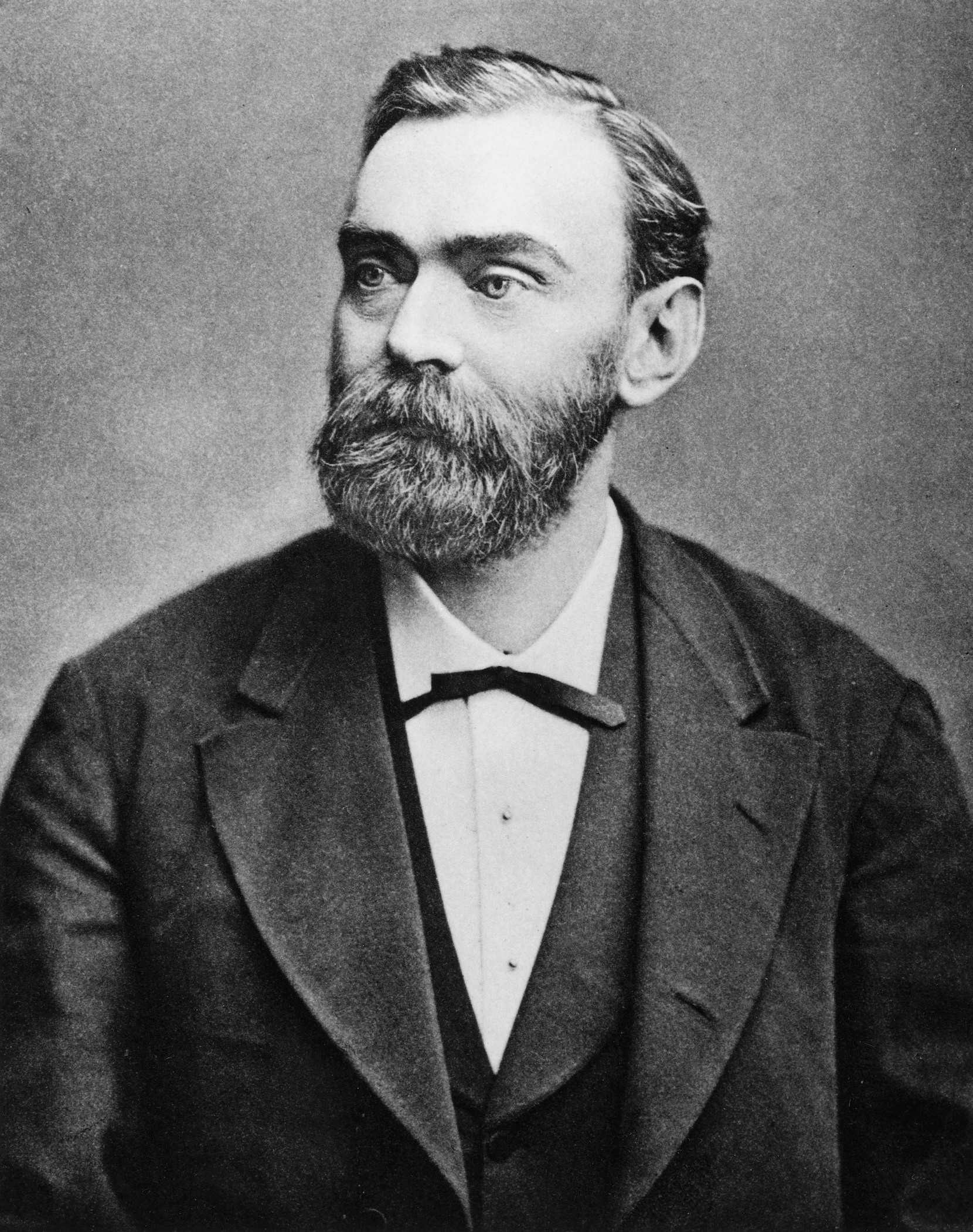
Alfred Nobel († 1896)

- 0917 – Frederuna, první manželka západofranského krále Karla III. (* 887)
- 1041 – Michael IV. Paflagoňan, byzantský císař (* 1010)
- 1113 – Ridván z Aleppa, seldžucký emír z Aleppa (* ?)
- 1339 – Hedvika Kaliská, polská královna (* 1266)
- 1362 – Fridrich III. Habsburský, rakouský vévoda (* 31. března 1347)
- 1363 – Alžběta z Burgh (1332-1363), hraběnka z Ulsteru a vévodkyně z Clarence (* 6. června 1332)
- 1508 – René II. Lotrinský, první lotrinský vévoda (* 2. května 1451)
- 1590 – Magdalena Habsburská, rakouská arcivévodkyně, dcera císaře Ferdinanda I. (* 14. srpna 1532)
- 1638 – Ivan Gundulić, dubrovnický básník (* 5. ledna 1589)
- 1810 – Johann Christian Daniel von Schreber, německý lékař a přírodovědec (* 17. ledna 1739)
- 1831 – Thomas Johann Seebeck, německý fyzik (* 9. dubna 1770)
- 1846 – Louis Victor Meriadec de Rohan, francouzský voják a šlechtic z rodu Rohanů (* 20. července 1766)
- 1850
  - Józef Bem, polský generál (* 14. března 1794)
  - François Sulpice Beudant, francouzský mineralog a geolog (* 5. září 1787)
- 1865 – Leopold I. Belgický, první belgický král (* 16. prosince 1790)
- 1882 – Alexander Gardner, skotský a americký fotograf (* 17. října 1821)
- 1884 – Eduard Rüppell, německý přírodovědec (* 20. listopadu 1794)
- 1888 – Kazimierz Grocholski, rakouský ministr pro haličské záležitosti (* 1815)
- 1896 – Alfred Nobel, švédský chemik (* 21. října 1833)
- 1901 – Dorothy Catherine Draper, první žena na fotografii (* 6. srpna 1807)
- 1910 – Jegor Sozonov, ruský revolucionář (* 7. června 1879)
- 1911 – Joseph Dalton Hooker, anglický botanik (* 30. června 1817)
- 1918 – František Karel Rakousko-Toskánský, rakouský arcivévoda a princ toskánský (* 17. února 1893)
- 1919 – Franz Steindachner, rakouský zoolog a ichtyolog (* 11. listopadu 1834)
- 1926 – Nikola Pašić, předseda vlády Srbského království (* 18. prosince 1880)
- 1928 – Charles Rennie Mackintosh, skotský architekt (* 7. června 1868)
- 1929 – Franz Rosenzweig, německo-židovský filosof (* 25. prosince 1886)
- 1931 – Max Elskamp, belgický spisovatel (* 5. května 1862)
- 1934 – Ferko Urbánek, slovenský spisovatel a dramatik (* 31. července 1858)
- 1936 – Luigi Pirandello, italský dramatik (* 28. června 1867)
- 1941 – Filipp Macharadze, gruzínský politik (* 9. března 1868)
- 1944 – Paul Otlet, belgický právník, spisovatel a mírový aktivista (* 23. srpna 1868)
- 1950
  - Oliver Stanley, britský konzervativní politik, ministr (* 4. května 1896)
  - Kim Kju-sik, viceprezident korejské prozatímní vlády (* 28. února 1880)
- 1951 – Anton Durcovici, rumunský biskup, mučedník, blahoslavený (* 17. května 1888)
- 1958 – Ľudovít Bazovský, československý politik (* 22. července 1872)
- 1960 – Mado Robin, francouzská sopranistka (* 29. prosince 1918)
- 1963 – Jóko Óta, japonská spisovatelka (* 18. listopadu 1903)
- 1965 – Théo Ballmer, švýcarský grafický designér (* 29. září 1902)
- 1967 – Otis Redding, americký zpěvák (* 9. září 1941)
- 1968 – Karl Barth, švýcarský protestantský teolog (* 10. května 1886)
- 1978 – Ed Wood, tvůrce nejhorších filmů všech dob (* 10. října 1924)
- 1980 – Gevheri Sultan, osmanská princezna a hudební skladatelka (* 30. listopadu 1904)
- 1986 – Jan Klán, český válečný pilot (* 22. ledna 1911)
- 1987
  - Giovanni Arpino, italský spisovatel (* 27. ledna 1927)
  - Jascha Heifetz, litevský houslista (* 4. února 1901)
- 1988 – Alexandr Vinogradov, sovětský hokejový reprezentant (* 28. února 1918)
- 1996 – Pavel Samojlin, ruský sportovní lezec (* 2. listopadu 1974)
- 1997
  - Jevgenij Majorov, ruský hokejista (* 11. února 1938)
  - Vincent Hložník, slovenský malíř (* 22. října 1919)
- 1998 – Vida Tomšičová, slovinská politička a právnička (* 26. června 1913)
- 1999 – Franjo Tuđman, chorvatský prezident (* 14. května 1922)
- 2005 – Eugene McCarthy, americký politik a ekonom (* 29. března 1916)
- 2006
  - Ivan Dieška, (česko)slovenský horolezec, funkcionář, publicista a spisovatel (* 4. října 1941)
  - Augusto Pinochet, chilský diktátor (* 25. listopadu 1915)
- 2010 – John Bennett Fenn, americký chemik, Nobelova cena za chemii 2002 (* 15. června 1917)
- 2013 – Jim Hall, americký jazzový kytarista (* 4. prosince 1930)
- 2019
  - Gershon Kingsley, americký hudební skladatel (* 28. října 1922)
  - Jurij Lužkov, 2. starosta Moskvy (* 21. září 1936)
- 2022 – Soňa Valentová, slovenská herečka (* 3. června 1946)

## Svátky

### Česko
- Julie, Julia
- Juliana, Juliána
- Liana
- Miron, Myron

### Svět
- Den lidských práv

Liturgický kalendář
- Svatý Miltiades, 32. papež katolické církve
- Sv. Julie
- Sv. Eulálie

| 10. prosinec v pražském KlementinuÚdaje jsou platné k 11. 3. 2025. | 10. prosinec v pražském KlementinuÚdaje jsou platné k 11. 3. 2025. | 10. prosinec v pražském KlementinuÚdaje jsou platné k 11. 3. 2025. |
| minimum                                                            | denní průměr                                                       | maximum                                                            |
| ------------------------------------------------------------------ | ------------------------------------------------------------------ | ------------------------------------------------------------------ |
| −20,4 °C (1879)                                                    | 2,5 °C (od 1961)                                                   | 14,9 °C (1982)                                                     |